# Ентеровирус
Ентеровируси су род једноланчаних РНК вируса позитивног смисла који су повезани са неколико болести људи и сисара. Ентеровирусне инфекције утичу на многе делове тела и могу бити узроковане било којим од неколико различитих сојева ентеровируса. Симптоми ентеровирусних инфекција укључују грозницу, главобољу, респираторну болест и бол у грлу, а понекад и ране у устима или оспу. Дијагноза се поставља на основу симптома и прегледа коже и уста. Лечење ентеровирусних инфекција има за циљ ублажавање симптома.

## Назив
Назив ентеровирус, потиче од грчке речи – enteron, што значи црево, а изведана је из способности вируса да се размножава у ћелијама танког црева, након што су нападнута овим микроорганизмима.

## Историја
Многе болести за које се сада каже да су узроковане ентеровирусима биле су познате и описане чак и пре него што су ови вирусни агенси идентификовани. Историја ентеровируса је тесно повезана са историјом полиовируса, јер је проучавање полиовируса прекретница не само за студије о роду Ентеровируса, већ и за сву вирологију.
Верује се да је полиомијелитис болест која постоји од античких времена. Најранији извештај вероватно потиче од египатске фигуре из 1350. године п. н. е, која приказује младића са типичном асиметричном млитавом парализом и атрофијом ноге. 
Из  17. и 18. века сачувани си описи болести у многим разбацаним извештајима.
Средином 19. века, са појавом индустријске револуције и каснијим порастом урбанизације, углавном присутне у Европи и Северној Америци, дошло је до значајних промена и побољшања услова живота становништва, што се поклопило са појавом највеће и све чешће појаве полиомијелитиса. Од краја 19. века, избијања полиомијелитиса су се јављала у многим европским земљама и у Сједињеним Америчким  Државама, и постала проблем јавног здравља на овом простору све до средине 20. века.
Први клинички опис полиомијелитиса изведен је у 19. веку у извештају о случајевима парализе са грозницом. Још у том веку објављени су радови који описују болест и патолошке промене у моторним неуронима кичмене мождине изазване полиомијелитисом.
Када је 20. век започео нову еру у истраживању полиомијелитиса и разумевању праве природе ове болести, настају први описи природе полиовируса, важности особа са асимптоматском инфекцијом у преношењу овог вируса и важности улоге цревне инфекције у патогенези болести.
Главна прекретница у проучавању полиомијелитиса био је успешан експериментални пренос вируса код примата који нису људи. Тако су, уз доступност животињских модела, nastale важне информације о процесу инфекције и патофизиологији болести. Са напретком истраживања, 1949. године дошло је до ширења вируса у ћелијској култури, што је повезано са идентификацијом три серотипа полиовируса. То је касније омогућило развој вакцина и проучавање биохемијских и биофизичких својстава полиовируса.
Током 1950 -их, предложена су два различита приступа превенцији полиомијелитиса вакцинацијом. Салк анд Иоунгер су произвели прву вакцину хемијском инактивацијом вирусног агенса, користећи формалдехид, након размножавања вирусних честица у ћелијској култури ВЕРО лозе, стварајући тако неинфективну вакцину, способну да стимулише посредовани имуни одговор стварањем ИгГ антитела, штитећи појединца од паралитичке болести. Током истог периода, неке лабораторије су тражиле да произведу атенуирану вакцину против полиовируса. Оралну вакцину против полиовируса (ОПВ) је затим развио Сабин и лиценцирао је 1961. године. Од тада су спроведена опсежна испитивања на терену и започете су кампање масовне имунизације, користећи и инактивирану вакцину (ИПВ) и ОПВ, које садрже у основи три компоненте, по једну за сваки имунолошки различит серотип полиовируса. Широко распрострањена имунизација ИПВ и ОПВ вакцинама елиминисала је полиомијелитис из већине земаља.
Упркос овом напретку, постојао је један број погрешних схватања о дечијој парализи, што је довело до одступања у настојању да се болест контролише. Једна таква заблуда била је веровање да је полиовирус искључиво неуротропан, да је назофаринкс главно место уласка вируса у централни нервни систем и да се вирус ширио кроз нервни систем преко олфакторног нерва, пре виремије. Збир ових грешака са неуспехом неколико лоше осмишљених покушаја имунизације изазвао је климу песимизма у вези са коначном контролом полиомијелитиса, чак и међу научницима који раде у овој области. Накнадно откриће уласка вируса оралним/гастроинтестиналним путем и инфекције у централном нервном систему праћено виремијом било је важно за јачање наде у ефикасну имунизацију.
Како су се наставиле студије о полиовирусима и другим вирусним врстама које су случајно откривене током истраживања полиомијелитиса (као што су, на пример, Коксаки вирус и Еховирус), постајало је све јасније да ови вируси деле многе друге карактеристике осим чињенице да имају људско црево као станиште. Тек тада је препознато да ови вируси припадају истом роду, ентеровирусима .
Истраживање полиовируса имало је значајан утицај на област молекуларне вирологије. Полиовирус је био први вирус који се реплицира у животињској ћелији, потпуно клониран и секвенциониран, прва вирусна рибонуклеинска киселина (РНА) за коју је конструисан инфективни клон, и први вирус који је имао своју тродимензионалну структуру утврђену кристалографијом (експериментална наука) .чији је предмет проучавања распоред атома у чврстим телима).
Ентеровируси, првобитно успостављени на привременој основи, касније су означени у облику стварног рода, у којем су чланови заиста били повезани на фундаменталан начин. Првобитно груписање је потврђено студијама коришћењем најсофистициранијих савремених техника молекуларне вирологије, које омогућавају упоређивање генетског састава вирусних агенаса и детаља њихове структуре и начина репликације.

## Епидемиологија
Ентеровируси укључују бројне сојеве коксаки вируса, еховируса, ентеровируса и полиовируса. Ови вируси су одговорни за болести код 10 до 30 милиона људи сваке године у Сједињеним америчким Државама, првенствено током лета и јесени. Инфекције су веома заразне и обично погађају многе људе у заједници, понекад достижући размере епидемије. Ентеровирусне инфекције су најчешће међу децом.

## Етиопатогенеза
Ентеровирусу припадају породици Пикорнавиридае, једној од највећих и најважнијих породица у хуманој медицинској вирологији. То су мали вируси без спољашњег липидног омотача који садрже једноланчани позитивни ланац РНК у централном делу вирусне честице.
Ентеровируси су стабилни у киселој средини, што им омогућава да прођу кроз садржај желуца. Они су термолабилни, па их загревање на 50 °C брзо уништава. Ултраљубичасти зраци и сушење такође их брзо деактивирају. Они могу остати заразни данима на собној температури и недељама у фрижидеру (4 °C).
Примарна репродукција ентеровируса се одвија у дигестивном систему, али се могу размножавати и у другим ткивима (нерви, мишићи, итд.)

## Биологија
Вируси се умножавају првенствено у гастроинтестиналном тракту или горњим дисајним путевима или понекад у оба, али се могу размножавати и у другим ткивима, нпр. нервима, мишићима, итд. Инфекција често може бити асимптоматска. Клиничке манифестације укључују прехладу, благи менингитис, енцефалитис, мијелитис, миокардитис и коњуктивитис.
Многи различити молекули на површини ћелије, од којих су многи некарактеристични, служе као вирусни рецептори. Добро окарактерисане интеракције рецептор/вирус укључују полиовирусни рецептор (ПВР), полиовирусе, коксаки вирус-аденовирус рецептор (ЦАР), коксаки Б вирусе, међућелијски адхезиони молекул 1 (ИЦАМ-л) / риновирусе „главне групе“ и неке чланове Ентеровирус Ц врсте, рецептор липопротеина ниске густине (ЛДЛР) - риновируси „мање групе“, фактор убрзања распадања (ДАФ), различити ентеровируси, интегрин ВЛА-2, еховирус 1 и сијалична киселина (ентеровирус Д70).
Верује се да је  полиовирус типа 2, припадник врсте Ентеровирус Ц, искорењен људском интервенцијом из циркулације у људској популацији.

#### Антигеност
Приближно 75 серотипова ентеровируса и 100 серотипова риновируса је класификовано путем неутрализације инфективности.

### Путеви преношење
Ентеровируси се шире (преносе) на различите начине:
- Фекално-оралним путем, гутање хране или воде контаминиране столицом ентеровирусом заражене особе.

- Додиривање рукама контаминиране површине (пљувачком заражене особе или капљицама које се избацују када заражена особа кија или кашље) ентеровирусом и затим додиривањем уста.

- Удисањем ентеровирусом контаминираних капљица у ваздуху

### Најзаступљенији вируси

#### Ентеровирус А - Л
Ентеровируси су група свеприсутних вируса који изазивају бројне инфекције које су обично благе. Род пикорнавируса укључује ентеровирусе и риновирусе. Ентеровирус А укључује коксаки вирус А2, А3, А4, А5, А6, А7, А8, А10, А12, А14, А16 и ентеровирус А71, А76 А89, А89, А90, А91, А92, А144, А119, А120, А12 (мајмунски вирус 19), А123 (вирус мајмуна 43), А124 (вирус мајмуна 46), А125 (бабунски ентеровирус А13).
Утврђено је да су неки вируси који су првобитно пријављени као нови погрешно идентификовани. Дакле, коксаки вирус А23 је исти серотип као еховирус 9, а коксаки вирус А15 је исти серотип као коксаки вирус А11, а коксаки вирус А18 је исти серотип као коксаки вирус А13. 
Цоксацкие А16 вирус изазива болест шака, стопала и уста код људи.
Ентеровирус Б укључује коксаки вирус Б1,2,3,4,5,6; коксаки вирус А9; еховирус 1-33 и ентеровирус Б69-113. Коксаки  Б вируси се налазе широм света и могу изазвати миокардитис (запаљење срца); перикардитис (запаљење кесе која окружује срце); менингитис (запаљење мембрана које облажу мозак и кичмену мождину); и панкреатитис (запаљење панкреаса). Вируси коксаки Б изазива спастичну парализу због дегенерације неуронског ткива и повреде мишића. 
Инфекције се обично јављају током топлих летњих месеци са симптомима укључујући егзантем, плеуродинију, болест налик грипу која се састоји од грознице, умора, малаксалости, мијалгије, мучнине, болова у стомаку и повраћања. 
Еховируси су узрок многих неспецифичних вирусних инфекција које могу да варирају од лакших болести до тешких, потенцијално фаталних стања као што су асептични менингитис, енцефалитис, парализа и миокардитис.  Вирус се углавном налази у цревима, и може изазвати нервне поремећаје.
Ентеровируси типа Б су одговорни за велики број благих и акутних инфекција. Пријављено је да остају у телу изазивајући упорне инфекције које доприносе хроничним болестима као што је ђечерна болест типа 1.
Ентеровирус Ц се састоји од полиовируса 1,2 и 3; коксаки вируси А1, А11, А13, А18, А17, 20, А21, А22, А24 и ентеровируси Ц95, Ц96, Ц99, Ц102, Ц104, Ц105, Ц109, Ц113, Ц118. Сваки од три серотипа полиовируса, ПВ-1, ПВ-2 и ПВ-3, има мало другачији капсидни протеин. Капсидни протеини дефинишу специфичност ћелијског рецептора и антигеност вируса. ПВ-1 је најчешћи тип који изазива инфекцију код људи; међутим, сва три облика су изузетно заразна и шире се контактом од особе до особе. 
Полиовирус изазива полиомијелитис, онеспособљавајућу и по живот опасну болест која узрокује парестезије, менингитис и трајну парализу.  Симптоми могу укључивати бол у грлу, грозницу, умор, мучнину, главобољу и бол у стомаку, иако 72% оних који се инфицирају неће показати видљиве симптоме.  Доступне су две врсте вакцина за превенцију полиомијелитиса: инактивирана полиовирусна вакцина која се даје парентерално у ногу (ИПВ) или вакцина против полиомијелитиса (ОПВ). Вакцина против полиомијелитиса је веома ефикасна и пружа заштиту за 99 од 100 вакцинисане деце.

#### Нецитолитички (нецитопатски) ентеровирус
Ентеровируси су способни да произведу акутне инфекције које се брзо уклањају адаптивним имунолошким одговором. Међутим, мутације генома, које серотипови ентеровируса Б могу да стекну у домаћину током акутне фазе, могу да трансформишу ове вирусе у нецитолитички облик (познат као нецитопатски или дефектни ентеровирус). Ово је мутирана квазиврста ентеровируса, која може изазвати упорну инфекцију у људским срчаним ткивима, посебно код неких пацијената са миокардитисом или проширеном кардиомиопатијом.
У перзистентним инфекцијама вирусна РНК је присутна само на веома ниским нивоима и не верује се да доприноси томе да било која актуелна болест миокарда буде бледи остатак недавне акутне инфекције иако неки научници мисле другачије.

#### Ентеровирус Д68
ЕВ-Д68 је први пут идентификован у Калифорнији 1962. У поређењу са другим ентеровирусима, ретко је пријављен у САД у последњих 40 година. 
Већина људи који се заразе су новорођенчад, деца и тинејџери. ЕВ-Д68 обично изазива благе до тешке респираторне болести; међутим, читав спектар ЕВ-Д68 болести није добро дефинисан. Већина почиње са симптомима уобичајене прехладе као што су цурење из носа и кашаљ. Неки, али не сви, такође могу имати грозницу. У тежим случајевима може доћи до отежаног дисања, звиждања или проблема са хватањем даха.

#### Ентеровирус А71
Ентеровирус А71 (ЕВ-А71) је значајан као један од главних узрочника болести шака, стопала и уста (ХФМД), а понекад је повезан са тешким обољењима централног нервног система. ЕВ-А71 је први пут изолован из случајева неуролошких болести у Калифорнији 1969. године. До данас се мало зна о молекуларним механизмима одговора домаћина на инфекцију ЕВ-А71, али је умешано повећање нивоа мРНК које кодирају хемокине, протеине укључене у деградацију протеина, протеине комплемента и протеине проапоптотиса.

## Болести изазване ентеровирусима
Скоро искључиво ентеровирусима изазване су следеће болести: 

### Полиомијелитис
Полиомијелитис је вирусна инфекција која се првенствено преноси фекално-оралним путем. У 90-95% случајева зараза не изазива никакве симптоме, док у 3% случајева вирус продире у централни нервни систем, у коме изазива асептични менингитис, и у 0,1-0,5% случајева уништава моторне неуроне и доводи до слабости мишића и парализе. Клиничку слику карактерише грозница, јака главобоља, повраћање, укочен врат и осетљивост на светлост. Код деце болест ретко може развити и вирусну инфекцију мозга (енцефалитис).
Половина оних који доживе парализу кроз месец дана (максимално 6 до 8 месеци) доживи повраћај функције, а четвртина делимично поврати парализоване функције. Могући су смртни случајеви када парализа онемогући нормално дисање и гутање. Неки од ових пацијената се могу спасити апаратима за вештачко дисање, који се примењују до опоравка функције или доживотно.

### Ентеровирусни ецефалитис
Енцефалитис је запаљење мозга са клиничком сликом грознице, повраћање, главобоље, конфузије, слабости, напада и коме. Енцефалитис је ретка манифестација ентеровирусне инфекције. Када се појави, најчешћи вирус који га изазва је ентеровирус еховирус 9.
Ентеровирусни ецефалитис је важна дијагноза коју треба узети у обзир код пацијената са недостатком антитела и неуролошким симптомима. Може се спречити применом имуноглобулинске терапије. Брзо лечење је кључно да би се избегао значајан морбидитет и морталитет повезан са овом болешћу, а покапавир нуди обећавајућу опцију за клиничара.

### Синдром сличан полиомијелитису
Синдром сличан полиомијелитису је општи опис групе симптома који опонашају полиомијелитис, укључујући ретко трајну парализу. Пронађени су различити окидачи, укључујући неке вирусе из исте групе вируса као и полиомијелитис: ентеровирус Д68, ентеровирус Д71 и коксаки вирус А7. На њих се сумња у многим случајевима акутног млохавог мијелитиса. Други невирусни узроци симптома сличних полиомијелитису примећују се, мада ретко, код уједа змије, уједа паука, убода шкорпиона, уједа крпеља или хемикалија као што су арсен и органофосфорни инсектициди.
Ентеровирус Д68 изазива респираторну болест код деце која обично подсећа на прехладу. У клиничкој слици код деце доминира цурење из носа, кашаљ, оспшта слабост, благ атемпература, ако постоји. Нека деца, посебно она која имају астму, имају озбиљније симптоме као што су пискање и отежано дисање. 
Одрасли се могу заразити овим вирусом, али обично имају рло мало или нимало симптома.
У 2014. и 2018. години забележен је пораст тешких обољења изазваних ентеровирусом Д68. Нека од заражене деце су имала тешке респираторне сметње. Поред тога, код неке деце је захваћена кичмена мождина, што је изазвало слабост или парализу једне од њихових руку или ногу, а неколико деце је умрло. Лекари нису сигурни да ли је ентеровирусна инфекција била главни узрок ових компликација или је вирус само случајно био присутан код деце која су имала и друге поремећаје.

### Епидемијска плеуродинија
Епидемијска плеуродинија (Борнхолмова болест) најчешћа је међу децом. Епидемијска плеуродинија утиче на мишиће грудног коша, изазивајући јак бол, често на једној страни доњег дела грудног коша или у горњем делу абдомена, чинећи дисање непријатним. Други уобичајени симптоми епидемијске плеуродиније укључују грозницу и често главобољу и бол у грлу.
Симптоми се обично смањују за 2 до 4 дана, али се могу вратити у року од неколико дана и наставити или се враћати неколико недеља.

### Хеморагични коњунктивитис
Хеморагични коњунктивитис укључује упалу очију. Капци брзо отичу. Ова болест може довести до крварења (хеморагије) испод прозирне мембране која прекрива бели део ока (коњунктива), узрокујући да око постане црвено. Инфекција такође може да утиче на бистри, закривљени слој испред зенице (рожњача), изазивајући бол у оку, сузење и бол при излагању јаком светлу. У зависности од тога који ентеровирус изазива болест, људи ретко развијају кратак период слабости или парализе ногу.
Људи се обично опорављају за 1 до 2 недеље.

### Херпангина
Херпангина позната и као летњи грип, тродневна грозница, коксаки фарингитис, је болест узрокована Коксакија А вирусима (серотипови 1 – 10, 16, 22), много ређе другим ентеровирусима.
Болест најчешће погађа новорођенчад и децу. Деца изненада добијају грозницу са болом у грлу, главобољом, губитком апетита и често болом у врату. Бебе могу повраћати. У року од 2 дана од почетка болести, у устима и грлу се појављују сивкасте кврге. Избочине постају болне ране, које зарасту за 1 до 7 дана. 
Упркос називу, ова ентеровирусна болест нема никакве везе са инфекцијом херпес вирусом или срчаним проблемом који се зове ангина.

### Инфекција код новорођенчета
Понекад мајке преносе ентеровирусе на своје новорођенче током порођаја. Обично, неколико дана након рођења, заражена новорођенчад изненада развије тешку, генерализовану болест сличну сепси. Имају температуру, веома су поспани и крваре, а вирус може да оштети делове многих органа и ткива, узрокујући затајење више органа (укључујући срчану инсуфицијенцију).
Новорођенчад се може опоравити у року од неколико недеља, али може доћи до смрти, посебно ако је присутна срчана инсуфицијенција или друга тешка оштећења органа.

### Миоперикардитис
Миоперикардитис је запаљење срчаног мишића (миокарда) и/или врећице која прекрива срце (перикарда).
Инфекција срца може се јавити у било ком узрасту, али већина људи има од 20 до 39 година. Људи могу имати бол у грудима, абнормалне срчане ритмове или срчану инсуфицијенцију или могу изненада умријети. Људи се обично потпуно опорављају, али неки људи развијају проблем са срцем који се назива проширена кардиомиопатија .
Новорођенчад која је погођена при рођењу (миокардитис новорођенчади) имају грозницу и срчану инсуфицијенцију. Срчана инсуфицијенција узрокује отежано дисање и лоше храњење. Многа деца умиру.

### Болест руку, ногу и уста
Болест руку, ногу и уста је уобичајена инфекција код деце која узрокује ране које се називају чиреви унутар или око уста и осип или пликове на рукама, стопалима, ногама или задњици. Иаку су промене болне оне нису озбиљне. Ову болест не треба поистовећивати са слинавком и шапом, јер ова стања потичу од другог вируса који погађа само животиње.
Вируси који обично изазивају болест су из групе коксаки вирус А16 и ентеровирус 71.
Иако било која особа  може имати болест, деца млађа од 5 година су највероватније у већем ризику да оболе. Болест има тенденцију да се лако шири у лето и јесен.

## Дијагноза
Дијагноза ентеровирусних инфекција је често клиничка. Лабораторијска дијагноза се може постићи следећим методама:
- Серолошким тестовима – који имају више недостатака; ретко се користи
- Изолација вируса помоћу ћелијске културе – могу се узети узорци цереброспиналне течности, крви или фецеса, у зависности од захваћеног места; количина узорка се повећава ако се узоркује више локација
- Реакција ланчане полимеризације  (енгл. polymerase chain reaction - PCR) – пружа брзе резултате. Најбољи је дијагностички тест ако се за анализу користи цереброспинална течности
- Код миоперикардитиса, од значаја је радиографија грудног коша, ехокардиографија и ЕКГ.

## Терапија
Лечење ентеровирусне инфекције је углавном симптоматско. Абортивни и непаралитични полиомијелитис се може лечити код куће, али пацијенти са паралитичким полиомијелитисом захтевају хоспитализацију. Одмор у кревету је неопходан за пацијенте у раним стадијумима паралитичке полиомијелитиса. Физикалну терапију треба започети што је пре могуће након нестанка бола. Изометријске вежбе за одабране групе мишића могу помоћи у повећању мишићне снаге. Капацитет мишића се такође може повећати помоћу стезника и ортозе.
У случајевима плеуродиније, лечење се састоји од аналгетика за ублажавање јаког бола који се јавља код пацијената са овом болешћу (у тешким случајевима могу бити потребни опијати).
Лечење асептичног менингитиса изазваног ентеровирусима је такође углавном симптоматско.
Код пацијената са ентеровирусним миокардитисом, лечење се састоји од превенције и лечења компликација као што су срчане аритмије, перикардни излив и срчана инсуфицијенција. Други третмани који су испитивани за ентеровирусни кардитис укључују интравенски имуноглобулин.
Лечење акутног хеморагичног коњунктивитиса је првенствено симптоматске природе. Антимикробни агенси нису индиковани осим ако не дође до бактеријске суперинфекције. Кортикостероиди су контраиндиковани. Могу се користити хладне облоге, заједно са антихистаминицима/деконгестивним капима за очи.
Лечење херпангине  је симптоматско. Лечење упале грла је основа лечења, укључујући аналгетике, локалне анестетике, испирање уста и испирање физиолошким раствором. Вискозни лидокаин (2% раствор) може бити од помоћи у терапији.
Хируршка терапија, у облку трансплантација срца, може се применити ако је она потребна у тешким случајевима проширене кардиомиопатије због ентеровирусне инфекције.